# Robert Indiana
Robert Indiana (New Casle, Indiana, 13. rujna 1928.), američki je slikar i kipar.

## Život i djelo
Robert Indiana je rođen kao Robert Clark, i tek je tijekom umjetničke karijere za svoje prezime uzeo ime američke savezne države u kojoj je rođen. Nakon školovanja na Arsenal Technical High School u Indianapolisu, odlazi u New York gdje se uključuje u likovni život u kojem je pop art sve brže postajao dominantan stilski pravac.
U svojem radu često je kombinirao elemente pop kulture s vlastitim egzistencijalističkim pogledima na svijet.
Zbog njegovog zanimanja za filozofska i transcendentalna pitanja, neka Indianina djela donekle odstupaju od tipičnih odlika pop arta, koji, osim izuzetno (npr. u Warholovoj seriji križeva s početka osamdesetih), u pravilu ne pokazuje interes za metafizičko.
To osobito vrijedi za Indianino monumentalno platno X-5. Slično ranom radu Jaspera Johnsa na kojem je on ispisao ime „Tennyson“ koje po mišljenju stručnjaka tu ima ezoterične konotacije, tu je riječ o vrlo zanimljivom, gotovo okultnom djelu, koje je Indiana zasnovao na platnu Charlesa Demutha iz 1928. koje nosi naziv Vidio sam broj 5 u zlatu. Po svojim stilskim karakteristikama to je Demuthovo djelo jedno od ranih i vrlo jasnih preteča pop arta, pa je zbog toga, a možda i zbog svoje okultne simbolike, već ranije inspiriralo Jaspera Johnsa za njegovu Sliku 5. Indiana je međutim u Demuthovu radu pronašao i osobnu numerološku znakovitost, jer je ono nastalo 1928. tj. u godini njegova rođenja. 
Dalje, Indiana je svoje platno X-5 naslikao 1963., tj. u dobi od 35 godina, a upravo to i jest tema njegova djela, koje u X – rasporedu prikazuje tri (3) petice (5), tri pentagrama i tri petokrake zvijezde u krugovima. Sve to je tim zanimljivije, kada se zna da je pentagram u krugu najpoznatiji neopoganski simbol, pa je jasno da Indianin rad treba promatrati u misaonom spektru dijametralno suprotnom od onog u kojem su nastali Križevi Andyja Warhola. Možda u tom smislu valja razumjeti i Indianin „kolorit“, koji se ovdje sastoji isključivo od ne-boja: crne, sive i bijele. 
Indiana je međutim mnogo poznatiji po skulpturi LOVE s nakrivljenim slovom O  – vjerojatno najpoznatijoj pop - skulpturi uopće.
Djelo je nastalo 1964., kao ilustracija za MOMA-inu božićnu čestitku, a američka pošta ga je stavila na seriju marka 1973. Indiana je taj logo, inspiriran kao i neki drugi njegovi radovi estetikom američkih prometnih znakova, u međuvremenu pretvorio u skulpturu, čije su inačice postavljene u mnogim gradovima diljem Amerike i svijeta.
Godine 2008. Indiana je reminiscirajući tu svoju glasovitu skulpturu, na sličan način oprostorio i riječ "HOPE", odrekavši se svog profita od tog svojeg rada u korist predsjedničke kampanje Baracka Obame. Prihod od prodaje majica, naljepnica, postera, bedževa i drugog, bio je ogroman.
Premda je Indianino slikarstvo u javnosti nešto manje poznato od djela ostalih protagonista pop arta, njegova djela čuvaju tako ugledne instirucije kao što su MOMA u New Yorku, Metropolitan Museum of Art, Stedelijek Museum u Schiedamu (Nizozemska), Muzej moderne umjetnosti u San Franciscu, Muzej Hirshhorm u Washingtonu, Los Angeles County Museum i dr.
Od 1978. Indiana živi i radi u otočkom gradu Vinalhavenu u državi Maine. Uz slikarstvo, povremeno se bavi i scenografijom, te kostimografijom.